# Bolbula widenmanni
Bolbula widenmanni es una especie de mantis de la familia Iridopterygidae.

## Distribución geográfica
Se encuentra en Tanzania.